# アブー・ヌアイム・リドワーン
アブー・ヌアイム・リドワーン（Abū Nuʿaym Riḍwān）は、14世紀のナスル朝において大臣と軍司令官を務めた人物である。カスティーリャ系カタルーニャ人のキリスト教徒として生まれ、幼少時にカラトラバで捕らえられて奴隷としてナスル朝の宮廷へ連行された。そしてイスラームへ改宗し、イスマーイール1世（在位：1314年 - 1325年）の時代に出世すると最終的にスルターンの息子であるムハンマドの家庭教師に任じられた。ムハンマドが10歳でムハンマド4世（在位：1325年 - 1333年）としてスルターンになった後もリドワーンはムハンマドを後見し続け、スルターンの祖母のファーティマ・ビント・アル＝アフマルとともに摂政に準じた役割を果たした。ムハンマド4世は1329年にリドワーンをハージブ（侍従）に任命し、リドワーンは宮廷における最高位の大臣となった。また、ムハンマド4世の死後もユースフ1世（在位：1333年 - 1354年）の治世のほとんどの時期とムハンマド5世の最初の治世（1354年 - 1359年）にかけてハージブの地位を保持した。しかし、1359年にムハンマド5世を廃位するクーデターが起きた際に殺害された。